# Eugen Ott (ambasador)
Eugen Ott (ur. 8 kwietnia 1889 w Rottenburg am Neckar; zm. 23 stycznia 1977 w Tutzing w Bawarii) – niemiecki dyplomata i oficer.

## Życiorys
Brał udział w I wojnie światowej w 26. Dywizji Piechoty. Był adiutantem generała Kurta von Schleichera. W 1934 roku został wysłany do Japonii, gdzie objął funkcję attaché wojskowego przy tamtejszej ambasadzie niemieckiej. W 1940 roku asystował przy podpisywaniu paktu trzech.
W latach 1938–1942 ambasador III Rzeszy w Japonii (jego poprzednikiem był Herbert von Dirksen, natomiast następcą Heinrich Georg Stahmer). Po aferze szpiegowskiej dotyczącej Richarda Sorge opuścił Japonię. Resztę wojny spędził w Chinach, zmarł w Niemczech.